# Pine64
Pine64 je rodina jednodeskových počítačů a název společnosti, která je vyrábí. Její první jednodeskový počítač, Pine A64, byl navržený jako konkurence pro Raspberry Pi ve výkonu i v ceně.
A64 byl nejdříve financovaný přes crowdfunding na Kickstarteru v prosinci 2015, kde společnost získala více než 1,4 miliónu dolarů.
Počítač byl uveden ve třech variantách.
Na modelu s 512 MB operační paměti může běžet Arch Linux a Debian, modely s větší pamětí podporují i Android, Remix OS, Windows 10,, FreeBSD a Ubuntu.
Jeho recenzent na Linux.com byl překvapený jeho schopností provozovat při dané ceně plné, i když pomalé desktopové prostředí Mate. Časopis Make napsal, že nejbližší analogií k A64 je SnapDragon DragonBoard s cenou dvakrát až třikrát vyšší. Yahoo News napsalo, že A64 pokračuje v trendu, který nastolilo Raspberry Pi: bourání bariér pro inženýry.